# Union des clubs pour le renouveau de la gauche
L'Union des clubs pour le renouveau de la gauche (UCRG) est une structure confédérale apparue en février 1966, exemplaire de l'activité clubiste au sein de la gauche française dans les années 1960.
L'UCRG regroupe essentiellement le club Socialisme et démocratie d'Alain Savary ainsi que le club Socialisme moderne animé par Pierre Bérégovoy et proche de Pierre Mendès France, deux structures issues de l'aile modérée du Parti socialiste unifié (PSU). 
On trouve parmi ses responsables André Boulloche, Jacques Enock-Lévi, Robert Verdier, Jacques-Antoine Gau. 
L'UCRG, dont Alain Savary est secrétaire général, participe à la Fédération de la gauche démocrate et socialiste (FGDS) avant de fusionner avec la Section française de l'Internationale ouvrière (SFIO) au sein du Parti socialiste (PS) lors du Congrès d'Alfortville en mai 1969.